# Verificador de Segurança Windows Live OneCare
O Verificador de Segurança Windows Live OneCare é uma versão online do antivírus Windows Live OneCare pertencente a Microsoft e integrante a linha Windows Live.
Como o antivírus OneCare, a verificação online, varre no computador além de virus, lixo que possa prejudicar o desempenho do computador, verifica portas do Firewall abertas, etc.